# Musikforum Viktring

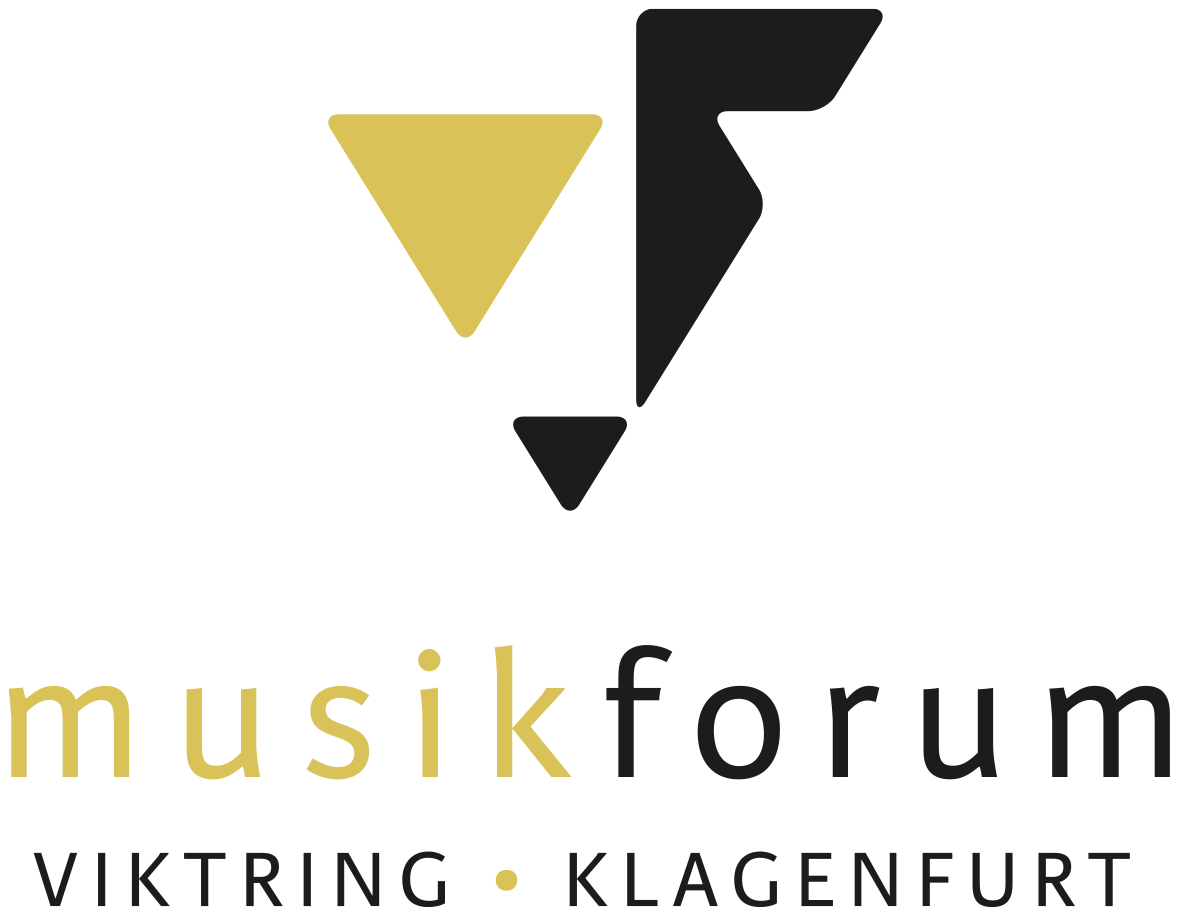
Neues Logo des Musikforum Viktring

Das Musikforum Viktring (in seinen Anfangsjahren Musikforum Ossiacher See) ist ein jährlich im Sommer im ehemaligen Stift Viktring bei Klagenfurt stattfindendes Musikfestival. Der Schwerpunkt des Festivals liegt in den Bereichen des Jazz und der Neuen Musik, jedes Jahr finden zahlreiche Uraufführungen statt. Trotzdem umfasst das Programm auch „klassische“ Konzerte. Ein wesentliches Element des Musikforums sind die etwa 10 Sommerkurse, die jedes Jahr ca. 200 junge internationale Musiker nach Viktring locken. Die Abschlusskonzerte dieser Kurse bilden einen wichtigen Bestandteil des rund 20 Konzerte umfassenden Festivalprogrammes.
Seit 1995 wird im Rahmen des Musikforum Viktring der aktuell (für 2022) mit 5000 € dotierte Gustav-Mahler-Kompositionspreis der Stadt Klagenfurt vergeben. Die Stadt Klagenfurt und das Land Kärnten sind auch die Hauptsponsoren des Festivals, welches sich jedoch mittels der Beiträge der Kursteilnehmer zu rund 60 % selbst finanzieren kann.

## Geschichte

### Anfänge unter Friedrich Gulda
Das Musikforum geht auf die Initiative Friedrich Guldas zurück. Dieser «Enfant terrible der Klassikszene» suchte in den 1960er-Jahren Möglichkeiten, aus dem traditionellen Musikbetrieb auszubrechen. Seine Lösung war ein, dem Zeitgeist entsprechend, von Improvisation und Offenheit geprägtes Festival. Als Veranstaltungsort der Veranstaltung diente die Gemeinde Ossiach, konkret das dort gelegene Stift Ossiach und seine Umgebung. Erstmals fand das nun Internationales Musikforum Ossiacher See genannte Festival 1968 statt. Die lokale Bevölkerung sollte durch Veranstaltungen wie einen Kärntner Nachmittag zum Besuch animiert, gleichzeitig aber durch Künstler wie Fatty George auch zu neuen Hörerfahrungen bewegt werde. Einen ersten Höhepunkt erlebte das Musikforum bei seiner dritten Auflage 1971: Gulda war es gelungen, Pink Floyd für ihr erstes Konzert in Österreich nach Ossiach zu holen. Weitere bedeutende Künstler in diesem Jahr waren Tangerine Dream, Weather Report und Dollar Brand. Somit wurde die beschauliche Gemeinde kurzfristig zu einem Treffpunkt der damals verpönten „Alternativkultur“. Lokale Medien kritisierten die «Hippieinvasion» und den Drogenkonsum der Konzertbesucher. In Folge des Trubels 1971 war Gulda in Ossiach nicht mehr erwünscht. Das dortige Festival erfuhr eine Neuausrichtung und findet bis heute unter dem Namen Carinthischer Sommer statt.
Gulda suchte einen neuen Austragungsort für „sein“ Festival und fand ihn im Stift Viktring. Die Republik Österreich hatte das leerstehende Gebäude des 1786 aufgehobenen Zisterzienserklosters 1970 gekauft, jedoch noch keine Verwendung dafür gefunden. So konnte Gulda sein (nun Internationales Musikforum Viktring genanntes) Festival dort 1972 mit einem wesentlich kleineren Programm abhalten. Das Programm des Jahres 1973 war mit Auftritten von u. a. Dollar Brand, Karlhanns Berger, Ornette Coleman, Dewey Redman und Charlie Haden wieder ambitionierter. Gulda selbst sorgte am Eröffnungsabend des Festivals für einen Skandal. Angekündigt war eine Aufführung des ersten Teils von Bachs Wohltemperiertem Klavier. Stattdessen erschien Gulda, beinahe nackt, in Begleitung von Paul und Limpe Fuchs auf der Bühne. Das Trio bildete die avantgardistische Band Anima und begann eine ausladende musikalische Improvisation. Erst als zu später Stunde ein Großteil der Besucher entrüstet den Saal verlassen hatte, spielte Gulda wie versprochen die Musik von Bach.
Damals wie heute hielten die auftretenden Künstler neben den Konzerten auch Instrumentalklassen und Workshops ab. Außerdem versuchte Gulda das Festival für Themen jenseits der Musik zu öffnen, es fanden Vorträge und Diskussionsrunden zu gesellschaftlichen, juristischen und anderen Themen statt. Diese fünfte Auflage des Musikforums sollte jedoch für einige Zeit die letzte bleiben. Abseits der hohen künstlerischen Ansprüche war das Festival, in seiner planlosen Offenheit ganz dem Hippie-Zeitgeist verpflichtet, konstant von organisatorischen Problemen begleitet, die zu Missstimmung unter den Teilnehmern führten und letztlich eine weitere Auflage 1974 verhinderten.

### Wiederaufnahme des Festivals

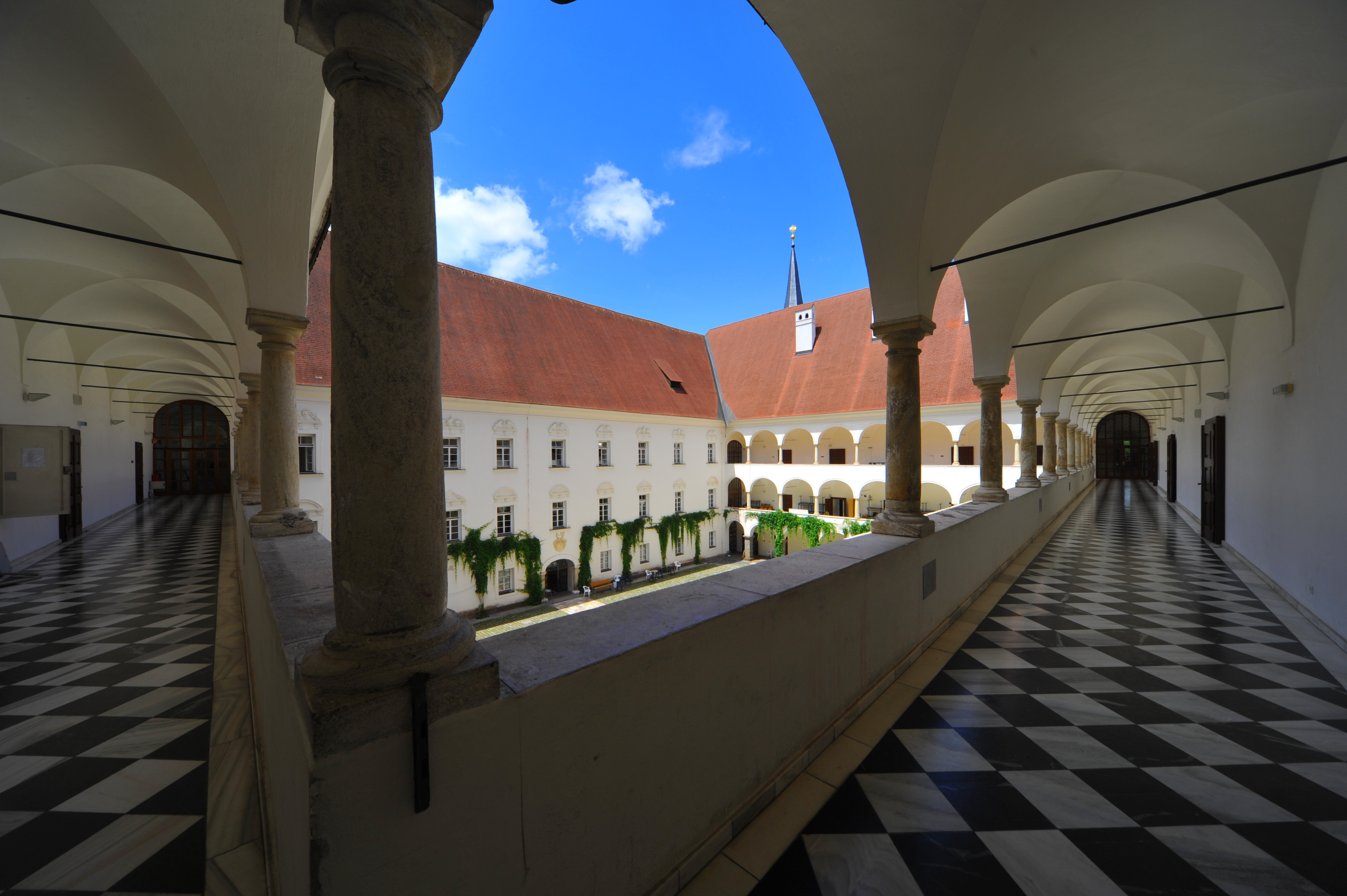
Innenhof des Stift Viktring, Spielort für Open-Air-Konzerte

Ab dem Jahr 1977 wurde im Stift Viktring ein Gymnasium mit musischem Schwerpunkt, das heutige Bundesrealgymnasium Klagenfurt-Viktring, untergebracht. Werner Überbacher, selbst Lehrer an der Schule und wie der Schulleiter Rudolf Scherzer im Kärntner Kulturbetrieb involviert, griff Friedrich Guldas Festivalidee wieder auf. Dieses Neue Musikforum Viktring fand 1987 zum ersten Mal statt. Das neue Musikforum war besser organisiert als sein Vorgänger und etablierte sich im Lauf der jahre zu «einem der hochwertigsten und interessantesten Festivals, das Österreich im Sommer zu bieten hat» Bereits 1988 wurde das Musikforum nach einem Dekret von Louis Jung unter den Auspizien des Europarates als Europäisches Jugendmusikforum abgehalten. Bis 2008 veranstaltete das Musikforum laut Auskunft der Veranstalter «an die 1000 Konzerte, Vorträge, Tanz- und Theateraufführungen mit etwa 120.000 Besuchern, 400 Kursen und Workshops mit über 5000 Teilnehmern aus fast allen europäischen Staaten, der USA, Australien, Japan, Korea und zahlreiche Ausstellungen bildender Künstler.» Künstler wie Wolfgang Puschnig, Bertl Mütter, Emil Krištof, Primus Sitter, Dieter Kaufmann, Michael Martin Kofler oder Helena Łazarska sind regelmäßig als Musizierende oder Lehrende in Viktring. Regelmäßiges Publikumshighlight ist der Abschlussabend des Jazzgesang-Kurses von Ali Gaggl unter freiem Himmel im Innenhof des Stiftes.
2007 kehrte Abdullah Ibrahim, der 1973 bei Gulda's Musikforum noch als Dollar Brand aufgetreten war, für ein Konzert nach Viktring zurück. Das Vienna Art Orchestra  spielte beim Musikforum 2010 sein letztes Konzert. Die Festivals der Jahre 2010 und 2011 und damit auch das 25-jährige Bestehen des Musikforums standen im Zeichen des 150. Geburtstages bzw. 100. Todestages Gustav Mahlers, unter dessen Namen die Stadt Klagenfurt seit 1995 im Rahmen des Musikforums ihren Kompositionspreis vergibt. Die Festivals der Jahre 2012 bis 2016 hatten jeweils einen Kontinent als künstlerischen Themenschwerpunkt. Bei dem Musikforum 2013, das unter dem Motto Asia meets Europe meets Asia stand, wurden im Rahmen einer Vernissage neue Werke von Ai Weiwei präsentiert. Der Künstler selbst hatte keine Ausreisegenehmigung erhalten und war via Internet zugeschaltet. Den Abschluss der Reihe im 30-jährigen Jubiläumsjahr des Musikforums bildeten Australien und Ozeanien. 45 Jahre nach Friedrich Guldas skandalträchtigem Auftritt spielte dessen Sohn, der Pianist Paul Gulda, beim Musikforum 2018 erneut Bach.
Nachdem Rudolf Scherzer seine langjährige Obmannschaft des Musikforums an Werner Überbacher übergeben hatte, organisierte dieser das Festival seit 2010 gemeinsam mit dem Kulturmanager Manfred Paul Westphal. 2017 kündigten die beiden an, die Organisation des Festivals abgeben zu wollen. Paul Gulda hatte zugesagt, die Nachfolge übernehmen zu wollen, musste das Angebot dann aber aus gesundheitlichen Gründen doch ablehnen. Neuer Obmann des Musikforums ist Reinhard Lebersorger, die Geschäftsführung wurde Jutta Mitteregger übertragen und die künstlerische Leitung 2019 übernahm Arno Steinwidder. Für die Saison 2020 liegt die künstlerische Leitung in den Händen eines dreiköpfigen Kuratoriums bestehend aus Christoph Johannes Eggner, Johannes Berauer und Jakob Gruchmann. Aufgrund der COVID-19-Pandemie in Österreich mussten alle Kurse und große Teile des restlichen Programms dieser Saison abgesagt werden. Drei Konzerte und die Verleihung des Gustav-Mahler-Kompositionspreises wurden in den Herbst verlegt.

## Gustav-Mahler-Kompositionspreis
Der Gustav-Mahler-Kompositionspreis der Stadt Klagenfurt wurde 1995 unter Mitwirkung von Christoph Cech begründet und wird seither im Rahmen des Musikforums vergeben. Gustav Mahler besaß eine imposante Villa (heute Villa Siegel) am nahen Wörthersee, zu dem auch ein versteckt im Wald gelegenes „Komponierhäuschen“ gehörte, welches heute in den Sommermonaten als Museum zugänglich ist und auch gelegentlich im Rahmen des Musikforums für Veranstaltungen genutzt wird.
Dem Geist des Musikforums entsprechend gibt es wenige formelle Vorschriften für die eingesendeten Werke, selbst eine Verbindung aus Komposition und improvisierten Abschnitten ist möglich. Da die Werke im Rahmen des Musikforums auch uraufgeführt werden, sind jedoch die Besetzung und eine ungefähre Aufführungsdauer vorgegeben. In der Regel werden drei der eingesandten Werke prämiert, fallweise werden zusätzliche Anerkennungspreise verliehen. Die Höhe des Preisgeldes kann von Jahr zu Jahr variieren. In den Jahren 2010, 2011, 2014, 2018, 2019, 2021 und 2023 wurde der Preis nicht vergeben. 2016/17 bestand die Aufgabenstellung für die Komponisten darin, jeweils einen Akt eines Oratoriums zu komponieren. Aus den eingereichten Kompositionen wurden 3 Stücke ausgewählt und mit jeweils 3000 € prämiert. 2024 wurden drei zweite Plätze zu je 1500 € ausgezeichnet.

### Preisträger
| Jahr           | 1. Preis                                       | 2. Preis                                                   | 3. Preis                        |
| -------------- | ---------------------------------------------- | ---------------------------------------------------------- | ------------------------------- |
| 2024           | Nicht vergeben                                 | Reinhold Schinwald Sebastian Zaczek Samuele Giulio Ferrari | Nicht vergeben                  |
| 2022           | Andrea Portera                                 | Wojciech Chalupka                                          | Mathias Johannes Schmidhammer / |
| 2020           | Viktor Molnár                                  | Florijan Lörnitzo                                          | Raffaele Grimaldi               |
| 2016/17        | Katharina Klement Krzysztof Knittel Otto Wanke | Nicht vergeben                                             | Nicht vergeben                  |
| 2015           | Julian Gamisch                                 | Adrian Laugsch                                             | Wolfgang Bretl                  |
| 2013           | Bernhard Geigl                                 | Michael Wahlmüller                                         | Roozbeh Nafisi                  |
| 2012           | Denovaire Kaufmann                             | Irene Kepl                                                 | Julian Gamisch                  |
| 2009           | Stefan Lienenkämper                            | Martin Sadowski                                            | Nejc Kuhar                      |
| 2008           | Leopold Hurt                                   | Clemens Nachtmann                                          | Manuela Kerer                   |
| 2007           | Christoph Gruber                               | Hernán Dario Palmieri                                      | Michael Publig                  |
| 2006           | Matthias Kranebitter                           | Bjorn Berkhout                                             | Judith Unterpertinger           |
| 2005           | Georg Furxer                                   | Laurenz Philipp Ennser                                     | Christoph Stock                 |
| 2004           | Hong Seung Ki                                  | Andrea Csollány                                            | Andrea Dalla Fontana            |
| 2003           | Stefan Lienenkämper                            | Peter Kleindienst                                          | Michael Radanovics              |
| 2002           | Constance Cooper                               | Benedikt Burghardt                                         | Denis Bosse                     |
| 2001           | Sven Klammer                                   | Andrea Cera                                                | Cyriak Jäger                    |
| 2000           | Johannes Berauer                               | Satoshi Ohmae                                              | Nicht vergeben                  |
| 1999 (Regulär) | Matthias Schlothfeldt                          | Georg Klein                                                | Uljas Voitto Pulkkis            |
| 1999 (Jazz)    | Alexander Eberhard                             | Andrea Cera                                                | Monika Trotz                    |
| 1998           | Tobias Giessen                                 | Bojana Šaljić Podešva                                      | Alexander Shychetynsky          |
| 1997           | Fabio Nieder                                   | Valentin Marti                                             | Luca Macchi                     |
| 1996           | Eva Barath                                     | John Palmer                                                | Knut Müller                     |
| 1995           | Volkmar Klien                                  | Christian Mühlbacher                                       | Orestis Toufektsis              |